# Asmir Suljić
Asmir Suljić (Srebrenica, Bosnia, 11 de septiembre de 1991) es un futbolista bosnio que juega de delantero en el Szeged-Csanád Grosics Akadémia de la Nemzeti Bajnokság II.

## Selección nacional
Fue internacional en 2013 con la selección sub-21 de Bosnia y Herzegovina en una ocasión.

## Clubes
| Club                           | País                 | Año       | Partidos | Goles |
| ------------------------------ | -------------------- | --------- | -------- | ----- |
| F. K. Sarajevo                 | Bosnia y Herzegovina | 2010-2013 | 92       | 15    |
| Újpest F. C.                   | Hungría              | 2013-2015 | 69       | 7     |
| Videoton F. C.                 | Hungría              | 2015-2018 | 75       | 6     |
| N. K. Olimpija Ljubljana       | Eslovenia            | 2018-2019 | 52       | 6     |
| Zagłębie Lubin                 | Polonia              | 2019      | 6        | 0     |
| Maccabi Petah-Tikvah F. C.     | Israel               | 2020-2021 | 15       | 0     |
| Diósgyőri VTK                  | Hungría              | 2021      | 23       | 3     |
| F. K. Sarajevo                 | Bosnia y Herzegovina | 2022-2023 | 31       | 5     |
| F. C. Tobol Kostanai           | Kazajistán           | 2023      | 20       | 1     |
| F. K. Velež Mostar             | Bosnia y Herzegovina | 2023-2024 | 30       | 3     |
| Punjab F. C.                   | India                | 2024-2025 | 24       | 5     |
| Szeged-Csanád Grosics Akadémia | Hungría              | 2025-     |          |       |

## Palmarés

### Títulos nacionales
| Título              | Club                     | País      | Año  |
| ------------------- | ------------------------ | --------- | ---- |
| Copa de Hungría     | Újpest F. C.             | Hungría   | 2014 |
| Magyar Szuperkupa   | Újpest F. C.             | Hungría   | 2014 |
| Nemzeti Bajnokság I | Videoton F. C.           | Hungría   | 2018 |
| Copa de Eslovenia   | N. K. Olimpija Ljubljana | Eslovenia | 2019 |